# Òxid
Un òxid és un compost químic que conté un o diversos àtoms d'oxigen, presentant l'oxigen un estat d'oxidació -2, i altres elements. Per exemple són òxids l'òxid de calci (CaO) o el diòxid de nitrogen (NO₂). Els òxids són molt comuns i variats en l'escorça terrestre. Són compostos binaris constituïts per oxigen i un element qualsevol, excepte el fluor. Els òxids es poden classificar en metàl·lics i no-metàl·lics. A causa d'aquesta gran varietat, les propietats són molt diverses i les característiques de l'enllaç varien des del típic sòlid iònic fins als enllaços covalents.
- Per formular un òxid, primer s'escriu el símbol de l'element, després el de l'oxigen i, a continuació, s'intercanvien les valències. En els òxids, l'oxigen té valència -2.

- Per anomenar els òxids, es pot utilitzar la nomenclatura de Stock i la nomenclatura estequiomètrica. Per anomenar els òxids no metàl·lics, se sol utilitzar més la nomenclatura estequiomètrica que la de Stock.

## Nomenclatura
Els òxids s'anomenen segons la quantitat d'àtoms d'oxigen presents. En cas de dubte, a més es pot afegir en quin estat d'oxidació actua l'element present en l'òxid.
- Els compostos amb un àtom d'oxigen s'anomenen; òxid o monòxid
  - Monòxid de carboni (CO)
  - Òxid de calci (CaO)
- Els compostos amb dos àtoms d'oxigen s'anomenen; diòxid
  - Diòxid de carboni (CO₂)
  - Diòxid de sofre (SO₂)
- Els compostos amb tres àtoms d'oxigen s'anomenen; triòxid
  - Triòxid de ferro o òxid de ferro(III) (Fe₂O₃)
- Els compostos amb quatre àtoms d'oxigen s'anomenen; tetraòxid
  - tetraòxid d'osmi (OsO₄)
- Sesquiòxids són els compostos que contenen tres equivalents d'oxigen i dos d'un altre element (com per exemple el sesquiòxid de ferro altrament dit òxid de ferro(III) (Fe₂O₃). És una nomenclatura antiga que tendeix a ser substituïda.

A més de l'òxid, on l'oxigen s'enllaça amb l'altre compost, actuant amb estat d'oxidació -2, existeixen a més dos altres tipus d'òxid. Els dos conten com a òxids, però tenen diferents estats d'oxidació i reaccionen de forma diferent a la dels òxids normals.
- Els peròxids, on dos àtoms d'oxigen s'enllacen entre ells oferint cadascun només un estat d'oxidació -1. Per exemple en el peròxid d'hidrogen (aigua oxigenada, H₂O₂)
- Els superòxids, on dos àtoms d'oxigen i un electró s'agrupen, oferint un estat d'oxidació -1. Per exemple en el superòxid de potassi (KO₂).

## Nomenclatura de Stock
S'anomenen amb la paraula òxid seguida del nom de l'element. Si l'element té més d'una valència, s'indica en nombres romans i entre parèntesis.
Exemple:
Òxids metàl·lics
Na₂O → òxid de sodi
CaO → òxid de calci
FeO → òxid de ferro(II)
Fe₂O₃ → òxid de ferro(III)
Òxids no-metàl·lics
P₂O₃ → òxid de fòsfor(III)
N₂O₅ → òxid de nitrogen(V)

## Nomenclatura estequiomètrica
S'anomena indicant el nombre d'àtoms mitjançant prefixos numerals grecs: mono-, di-, tri-, tetra-, penta-, hexa- i hepta-, col·locats davant del nom de l'element al qual es refereixen.
Exemple:
Òxids metàl·lics
Cr₂O₃ → triòxid de dicrom
FeO → monòxid de ferro (o òxid de ferro)
PtO₂ → diòxid de platí
Òxids no metàl·lics
P₂O₅ → pentaòxid de difòsfor
N₂O₃ → triòxid de dinitrogen
Els òxids es poden sintetitzar normalment directament per mitjà de processos d'oxidació, per exemple, amb magnesi:
2Mg + O₂ → 2 MgO.
o utilitzant substàncies oxidants:
Metall + H₂O₂→ òxid metàl·lic + H₂O

## Llista d'òxids
Vegeu la: Categoria:Òxids
Segons l'estequiometria del compost:
- Òxids binaris, formats per oxigen i un altre element.
- Òxids mixts, formats per dos elements diferents i oxigen com són les espinel·les.

Atès el comportament químic hi ha tres tipus d'òxids: òxids bàsics, àcids i òxids amfòters, encara que aquests últims no són molt comuns a la natura.
- Els òxids bàsics[4] es formen amb un metall més oxigen,[5] els òxids d'elements menys electronegatius tendeixen a ser bàsics. Se'ls anomenava també antigament anhídrids bàsics; ja que en afegir aigua, poden formar hidròxids bàsics. Per exemple:

{\displaystyle {\ce {Na2O +H2O=2Na(OH)}}}
- Els òxids àcids són els formats amb un no metall + oxigen,[6] els òxids d'elements més electronegatius tendeixen a ser àcids. Se'ls anomenaven antigament també anhídrids àcids (nomenclatura en desús); ja que en afegir aigua, formen oxàcids. Per exemple:

{\displaystyle {\ce {CO2 +H2O=H2CO3}}}
- Els òxids amfòters es formen quan participa en el compost un element amfòter. Els amfòters són òxids que poden actuar com a àcid o base segons amb qui reaccionin.[7] La seva electronegativitat tendeix a ser neutra i estable, tenen punts de fusió baixos i diversos usos. Un exemple és òxid d'alumini ({\displaystyle {\ce {Al2O3}}}).

Alguns òxids no demostren comportament com a àcid o base.
Els òxids dels elements químics en el seu estat d'oxidació més alt són predictibles i la fórmula química es pot derivar del nombre d'electrons de valència per a aquest element. Fins i tot la fórmula química de l'ozó és predictible com a element del grup 16. Una excepció és el coure per al qual l'òxid de l'estat d'oxidació més alt és el Òxid de coure (II) i no el Òxid de coure (I). Una altra excepció és el diflorur d'oxigen que no existeix, com esperat, com {\displaystyle {\ce {F2O7}}} sino como {\displaystyle {\ce {OF2}}} amb la menor prioritat donada element electronegatiu.
El pentaòxid de fòsfor, la tercera excepció, no és representat correctament per la fórmula química {\displaystyle {\ce {P2O5}}} sinó per {\displaystyle {\ce {P4O10}}} ja que la molècula és un dímer.

## Estequiometria
Els òxids són extraordinàriament diversos en termes d'estequiometries (la relació mesurable entre els reactius i les equacions químiques d'una equació o de reacció) i en termes de les estructures de cada estequiometria. La majoria dels elements formen òxids de més duna estequiometria. Un exemple ben conegut és monòxid de carboni i diòxid de carboni. Això s'aplica als òxids "binaris", és a dir, compostos que només contenen òxid i un altre element. Molt més comuns que els òxids binaris són els òxids d'estequiometries més complexes. Aquesta complexitat pot sorgir per la introducció d'altres cations (un ió amb càrrega positiva, és a dir, un que seria atret pel càtode a l'electròlisi) o altres anions (un ió amb càrrega negativa). El silicat de ferro, Fe2SiO4, el mineral faialita, és un dels molts exemples d'un òxid ternari. Per a molts òxids metàl·lics, també hi ha les possibilitats de polimorfisme i no estequiometria.  Els diòxids de titani comercialment importants existeixen en tres estructures diferents, per exemple. Molts òxids metàl·lics existeixen en diversos estats no estequiomètrics. També hi ha molts òxids moleculars amb diversos lligands.
En nom de la simplicitat, la major part d'aquest article se centra en els òxids binaris.

## Propietats químiques
Els òxids es generen durant les reaccions redox per oxidació. Quan un agent reductor reacciona amb oxigen molecular O₂ o amb agents oxidants que contenen oxigen, com el peròxid d'hidrogen (H₂O₂) o permanganat (MnO₄-). Els òxids es caracteritzen per una redistribució d'electrons entre l'oxigen, que està disposat a cedir-ne dos i els altres àtoms que els accepten.
En òxids d'hidrogen, carboni, nitrogen, sofre, fòsfor i halògens, trobem enllaços covalents entre l'oxigen i els altres elements. Generalment aquests compostos són gasos o líquids a temperatura ambient.
Els òxids metàl·lics, són compostos iònics o sals, i són sòlids a temperatura ambient. Les sals dels òxids, generalment són insolubles en aigua, tot i que algunes reaccionen amb aquesta.
Generalment, els òxids no són bons conductors elèctrics. L'ús d'aquesta característica en el silici i el seu òxid (diòxid de silici) que és fàcil d'obtenir, permet la construcció de transistor i és la base de molta de la tecnologia actual.

## Classificació
Segons les seves propietats àcides es classifiquen en:
- Òxids àcids; per exemple el diòxid de carboni, CO₂. Els òxids dels elements més electronegatius, tendeixen a ser àcids. S'anomenen també anhidres àcids, ja que si hi afegim aigua, poden formar-se àcids. Per exemple, el triòxid de sofre és un òxid àcid que amb aigua es converteix en l'àcid sulfúric.

SO₃ + H₂O → H₂SO₄
- Òxids bàsics; per exemple l'òxid de calci, CaO. Els òxids dels elements més electropositius, tendeixen a ser bàsics. S'anomenen també anhidres bàsics, ja que si hi afegim aigua, es genera l'hidròxid;

CaO + H₂O → Ca(OH)₂
- Òxids amfòters; per exemple el diòxid de titani, TiO₂, o l'òxid d'alumini, Al₂O₃. Segons les condicions es poden comportar com a àcids o com a bases. També hi ha alguns àcids que no mostren cap tendència àcida ni bàsica.

Els òxids dels elements químics en el seu estat d'oxidació més alt es pot predir i la fórmula s'obté a partir del nombre d'electrons de valència en aquest element. Inclús la fórmula de l'ozó es pot preveure, com els altres elements de grup 16. Existeixen almenys tres excepcions a aquesta regla;
- El coure, que el seu estat d'oxidació superior s'obté òxid de coure(II) i no òxid de coure(I)
- El fluor, que no existeix com a heptaòxid de difluor (O₇F₂), sinó com a OF₂, degut a la superior electronegativitat del fluor.
- El fòsfor, la fórmula esperada de l'òxid de fòsfor(V) és P₂O₅, però en realitat el trobem com a P₄O10.

## Alguns òxids
Llista amb alguns òxids ordenats segons l'estat d'oxidació o valència de l'element oxidat:
- Òxids covalents
  - Aigua (H₂O)
  - Diòxid de carboni (CO₂)
  - Òxids de nitrogen (NOx)
  - Diòxid de sofre (SO₂)
- Element amb estat d'oxidació (I)
  - Òxid de sodi (Na₂O)
  - Òxid de potassi (K₂O)
  - Òxid de coure(I) (Cu₂O)
  - Monòxid de diclor (Cl₂O)
  - Òxid de dinitrogen (N₂O)
- Element amb estat d'oxidació (II)
  - Òxid de beril·li (BeO)
  - Òxid de calci (CaO)
  - Monòxid de carboni (CO)
  - Òxid de coure(II) (CuO)
  - Òxid de ferro(II) (FeO)
  - Òxid de plom(II) (PbO)
  - Òxid de magnesi (MgO)
  - Òxid de mercuri (HgO)
  - Òxid de nitrogen (NO)
  - Òxid de zinc (ZnO)
- Element amb estat d'oxidació (III)
  - Òxid d'alumini (Al₂O₃)
  - Triòxid d'antimoni (Sb₂O₃)
  - Triòxid d'arsènic (As₂O₃)
  - Òxid de bor (B₂O₃)
  - Triòxid de dinitrogen (N₂O₃)
  - Òxid de ferro(III) (Fe₂O₃)
  - Òxid d'Itri(III) (Y₂O₃)
- Element amb estat d'oxidació (IV)
  - Diòxid de carboni (CO₂)
  - Òxid de ceri (CeO₂)
  - Diòxid de manganès (MnO₂)
  - Diòxid de nitrogen (NO₂)
  - Ozó (O₃)
  - Diòxid de plutoni (PuO₂)
  - Diòxid de silici (SiO₂)
  - Diòxid de sofre (SO₂)
  - Diòxid de tel·luri (TeO₂)
  - Diòxid de tori (ThO₂)
  - Diòxid de titani (TiO₂)
  - Diòxid d'urani (UO₂)
  - Diòxid de zirconi (ZrO₂)
- Element amb estat d'oxidació (V)
  - Pentaòxid de dinitrogen (N₂O₅)
  - Pentaòxid de difòsfor (P₂O₅)
- Element amb estat d'oxidació (VI)
  - Triòxid de molibdè (MoO₃)
  - Triòxid de sofre (SO₃)
- Element amb estat d'oxidació (VII)
  - Òxid de manganès(VII) (Mn₂O₇)
- Element amb estat d'oxidació (VIII)
  - Tetraòxid d'osmi (OsO₄)

## Reaccions

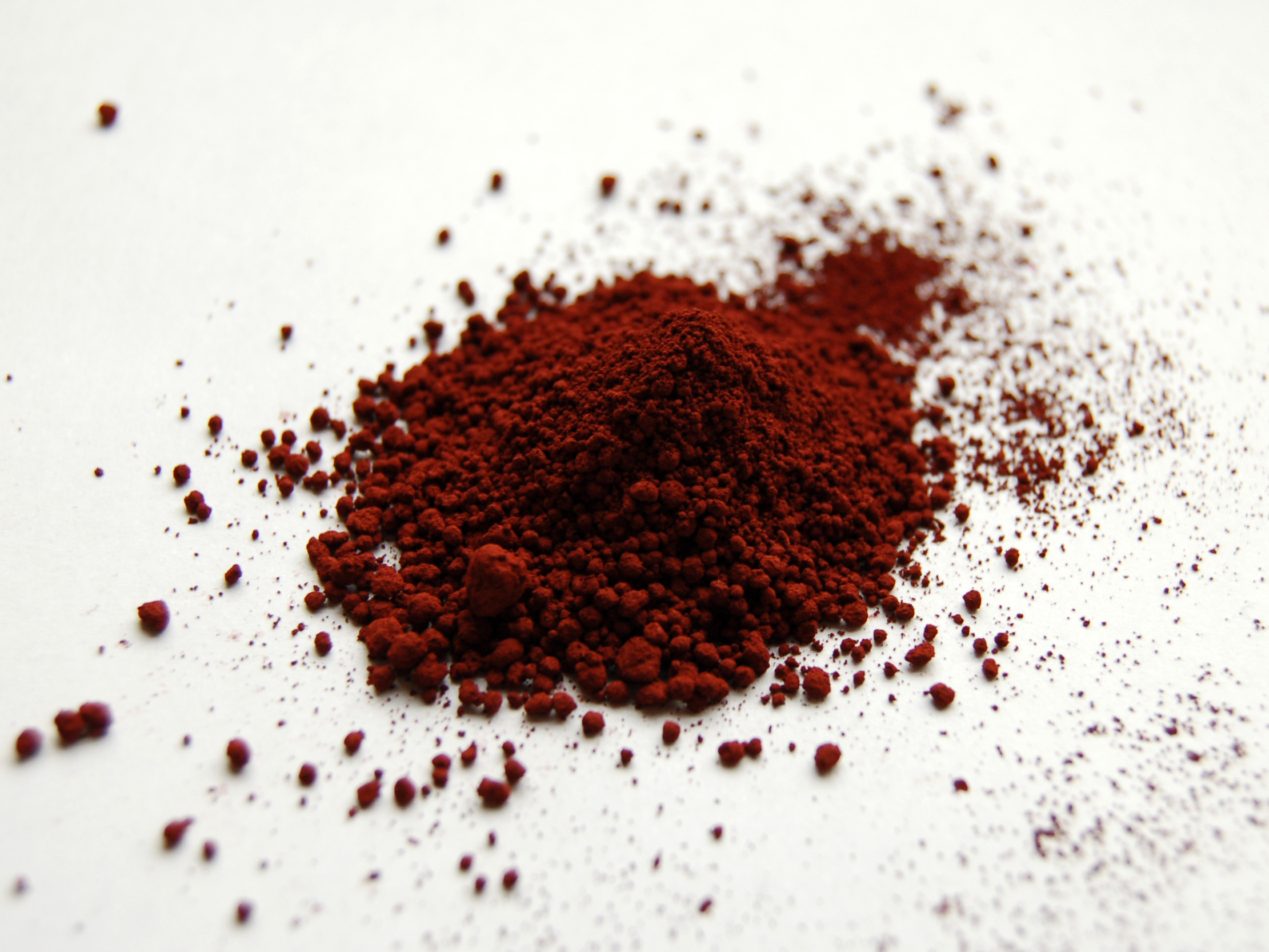
Òxid reaccionant al ferro

### Reducció
La reducció de l'òxid metàl·lic al metall es fa a gran escala en la producció d'alguns metalls. Molts òxids metàl·lics es converteixen en metalls simplement escalfant-los (vegeu Descomposició tèrmica). Per exemple, l'òxid de plata es descompon a 200 °C:
{\displaystyle {\ce {2 Ag2O -> 4 Ag + O2}}}
No obstant això, la majoria de vegades, els òxids de metalls es redueixen mitjançant un reactiu químic. Un agent reductor comú i econòmic és el carboni en forma de coc. L'exemple més destacat és el de la fosa de mineral de ferro. Moltes reaccions estan involucrades, però l'equació simplificada generalment es mostra com:
{\displaystyle {\ce {2 Fe2O3 + 3 C -> 4 Fe + 3 CO2}}}
Alguns òxids metàl·lics es dissolen en presència d'agents reductors, que poden incloure compostos orgànics. La dissolució reductora d'òxids fèrrics és part integral dels fenòmens geoquímics com el cicle del ferro.

### Hidròlisi i dissolució
Com que els enllaços M-O solen ser forts, els òxids metàl·lics tendeixen a ser insolubles en solvents, encara que poden ser atacats per àcids i bases aquosos.
La dissolució d'òxids sovint dóna oxianions. Addició de base aquosa a P4O10 dóna diversos fosfats. Addició de base aquosa a MoO3 dóna polioxometalats. Els oxications són més rars, alguns exemples són nitrosoni (NO+), vanadil (VO2+), i uranil (UO2+2). Per descomptat, es coneixen molts compostos amb òxids i altres grups. En química orgànica, aquests inclouen cetones i molts compostos de carbonil relacionats. Per als metalls de transició, es coneixen molts complexos oxo així com oxohalur.